# Ostroróg (Großpolen)
Ostroróg (deutsch Scharfenort) ist eine Stadt mit etwa 1900 Einwohnern im Powiat Szamotulski der Woiwodschaft Großpolen in Polen. Sie ist Sitz der gleichnamigen Stadt-und-Land-Gemeinde mit 4931 Einwohnern (Stand 31. Dezember 2020).

## Geschichte
Ostroróg wurde 1383 erstmals urkundlich erwähnt. 1412 erhielt Ostroróg das Stadtrecht, 1546 wurden Ostroróg unter Sigismund dem Alten einige der umliegenden Gehöfte und Weiler angeschlossen. Seit 1436 war Ostroróg im Besitz der Adelsfamilie Ostroróg.
Nachdem Jakub Ostroróg für die Reformation gewonnen werden konnte, war die örtliche Kirche vorübergehend evangelisch; so zog im November 1553 mit Georg Israel ein für die Ausbreitung der Reformation in Großpolen bedeutender Geistlicher der Böhmischen Brüder in das örtliche Pfarrhaus ein.

## Gemeinde
Zur Stadt-und-Land-Gemeinde (gmina miejsko-wiejska) Ostroróg gehören die Stadt selbst und weitere Dörfer sowie kleinere Ortschaften. Die Gemeinde hat eine Fläche von 85 km².

## Verkehr
Die Stadt war an das polnische Schienennetz angeschlossen und verfügte über einen eigenen Bahnhof an der Linie 184, die die Städte Szamotuły (Samter) und Międzychód (Birnbaum) verband. Die Strecke wurde um 2000 stillgelegt.
Außerdem trifft hier die Woiwodschaftsstraße 306 von Obrzycko auf die 184, die von Posen als 182 nach Sieraków führt.

## Persönlichkeiten
- Stephan von Kwilecki (1839–1900), Rittergutsbesitzer, Politiker, Mitglied des Reichstages